# Èxits musicals dels 1940
Els èxits musicals de 1940 van ser nombrosos i han deixat una empremta duradora en la música popular. Algunes de les cançons més famoses d'aquesta dècada van incloure "Moon River" de Henry Mancini, "As Time Goes By" de Herman Hupfeld i "Unforgettable" de Nat King Cole. El jazz també va ser molt popular durant aquesta dècada, amb artistes com Benny Goodman, Duke Ellington i Louis Armstrong que van tenir grans èxits amb les seves músiques. A més, el rock and roll va començar a aparèixer a finals dels anys 1940 i va tenir un gran impacte en la música popular, amb artistes com Chuck Berry i Little Richard que van contribuir a popularitzar aquest gènere. En general, els anys 1940 van ser una dècada molt rica en música i van deixar un llegat durador en la història de la música.
Llista dels èxits de la dècada de 1940 en música.

## Singles exitosos de 1940

### 1940

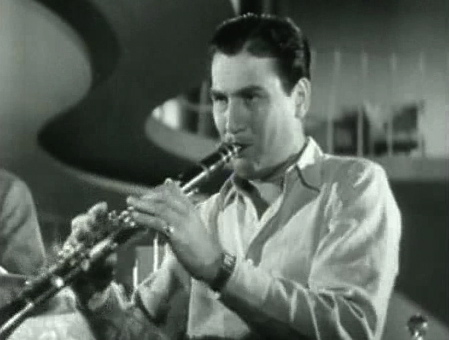
Clarinetist i Artie Shaw el 1940

- "A Nightingale Sang in Berkeley Square" – Glenn Miller
- "The Breeze and I" – Jimmy Dorsey
- "Bengawan Solo" – Gesang Martohartono
- "Careless" – Glenn Miller
- "Darn That Dream" – Benny Goodman
- "Do You Care?" – Bob Crosby amb Johnny Desmond
- "Ferryboat Serenade" – The Andrews Sisters
- "Fools Rush In (Where Angels Fear to Tread)" – Glenn Miller
- "Frenesi" – Artie Shaw
- "I'll Never Smile Again" – Tommy Dorsey amb Frank Sinatra
- "I'm Nobody's Baby – Benny Goodman
- "It's the Same Old Shillelagh" – Billy Murray amb Harry's Tavern Band
- "Imagination" – Glenn Miller

- "Indian Summer" – Tommy Dorsey
- "In the Mood" – Glenn Miller
- "It's A Blue World" – Glenn Miller
- "Make Believe Island" – Mitchell Ayres
- "Maybe" – Bing Crosby
- "Maybe" – The Ink Spots
- "New San Antonio Rose" – Bob Wills
- "Only Forever" – Bing Crosby
- "Playmates", enregistrat per
  - Kay Kyser i l'orquestra (vocals: Sully Mason & His Playmates)
  - Mitchell Ayres and His Fashions In Music (vocals: Mary Ann Mercer & Tommy Taylor)
  - Hal Kemp i The Smoothies.
- "Practice Makes Perfect" – Billie Holiday
- "Say It" – Tommy Dorsey amb Frank Sinatra
- "Sierra Sue" – Bing Crosby
- "The Starlit Hour" – Ella Fitzgerald
- "Trade Winds" – Bing Crosby
- "Tuxedo Junction" – Glenn Miller
- "With The Wind And The Rain In Your Hair" – Stan Kenton
- "When the Swallows Come Back to Capistrano" – The Ink Spots
- "We Three" – The Ink Spots
- "When You Wish Upon a Star", enregistrat per
  - Cliff Edwards
  - Glenn Miller
- "Where Was I? – Charlie Barnet
- "The Woodpecker Song", enregistrat per
  - Glenn Miller
  - Kate Smith
  - The Andrews Sisters
- "You Are My Sunshine" – Jimmie Davis
- "You Forgot About Me" – Bob Crosby with Johnny Desmond

### 1941
- "The Band Played On" – Guy Lombardo
- "Blue Skies" – Frank Sinatra w. Tommy Dorsey Orchestra
- "Blues In The Night" – Benny Goodman Orchestra w. Peggy Lee
- "Boogie Woogie Bugle Boy" – Andrews Sisters
- "Carolina Shout" – Fats Waller
- "Geechee Joe" – Cab Calloway
- "How About You?" – Judy Garland
- "I Hear a Rhapsody" – Dinah Shore
- "Let Me Off Uptown" – Gene Krupa Orchestra w. Anita O'Day & Roy Eldridge
- "Little Man With A Candy Cigar" – Jo Stafford
- "Me and My Chauffeur Blues" – Memphis Minnie
- "The Muffin Man" – Ella Fitzgerald
- "New San Antonio Rose" – Bing Crosby
- "Roll On Columbia" – Woody Guthrie
- "Take The A Train" – Duke Ellington
- "You Are My Sunshine" – Gene Autry

### 1942
- "A String of Pearls"" per Glenn Miller
- "American Patrol" per Glenn Miller
- "Be Careful It's My Heart" per Bing Crosby
- "Blues In the Night" per Woody Herman
- "Cow-Cow Boogie" per Freddie Slack and Ella Mae Morse
- "Der Fuehrer's Face" per Spike Jones
- "Deep in the Heart of Texas" enregistrat per
  - Alvino Ray
  - Bing Crosby
  - Ted Weems and His Orchestra With Perry Como
- "Don't Sit Under The Apple Tree" enregistrat per
  - Glenn Miller
  - The Andrews Sisters
  - The Four King Sisters
- "Flying Home" by Lionel Hampton
- "For Me And My Gal" per Judy Garland i Gene Kelly
- "He Wears a Pair of Silver Wings" per Kay Kyser
- "He's My Guy" by Harry James
- "I Don't Want To Walk Without You" per Harry James
- "I Left My Heart at the Stage Door Canteen" per Sammy Kaye
- "I'm Gonna Leave You on the Outskirts of Town" per Louis Jordan
- "Jersey Bounce" per Benny Goodman
- "Jitterbug Waltz" per Thomas “Fats” Waller and His Rhythm
- "Jingle, Jangle, Jingle" per Kay Kyser
- "Kalamazoo" by Glenn Miller
- "Manhattan Serenade" per Harry James
- "Mister Five by Five" enregistrat per
  - The Andrews Sisters
  - Freddie Slack
  - Harry James
- "Moonlight Cocktail" per Glenn Miller
- "My Devotion" by Vaughn Monroe
- "Night And Day" per Frank Sinatra
- "One Dozen Roses" per Harry James
- "Sleepy Lagoon" per Harry James
- "Somebody Else Is Taking My Place" by Benny Goodman
- "Strictly Instrumental" by Harry James (m. Eddie Seiler, Sol Marcus, Bennie Benjamin, Edgar Battle)[1]
- "Strip Polka" recorded per
  - The Andrews Sisters
  - Johnny Mercer
- "The Lamplighter's Serenade" per Frank Sinatra
- "The Sunshine of Your Smile" per Frank Sinatra
- "Tangerine" enregistrat per
  - Jimmy Dorsey
  - Vaughn Monroe
- "Trav'lin' Light" per Paul Whiteman with Billie Holiday
- "White Christmas" – Bing Crosby (The best-selling song of all time from a film)
- "Who Wouldn't Love You?" by Kay Kyser

### 1943
- "As Time Goes By" per Rudy Vallee
- "Boogie Woogie" per Tommy Dorsey
- "Brazil" per Xavier Cugat

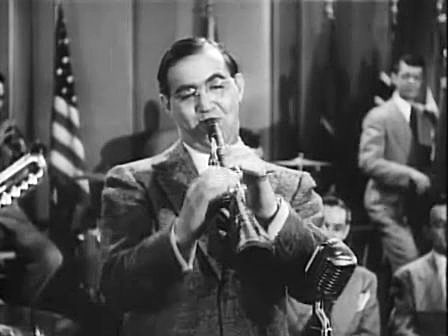
Clarinista i líder de banda Benny Goodman el 1943

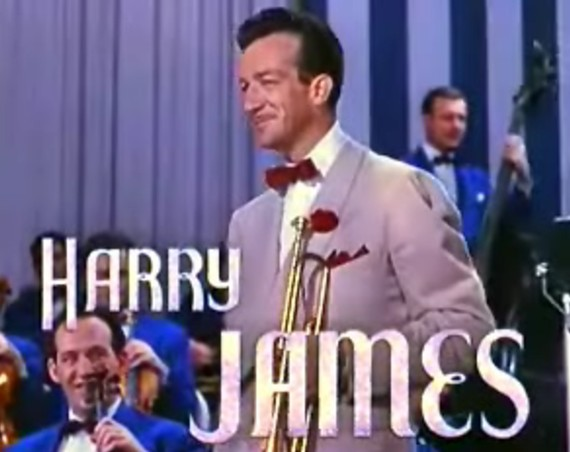
Trompeta i líder de banda Harry James, 1943

- "Comin' in on a Wing and a Prayer" per The Song Spinners
- "Don't Get Around Much Anymore" per The Ink Spots
- "Goodbye Sue" per Perry Como
- "I Had The Craziest Dream" per Harry James
- "I've Heard That Song Before" per Harry James
- "I'm Old Fashioned" per Fred Astaire
- "In the Blue of the Evening" per Tommy Dorsey
- "Juke Box Saturday Night" per Glenn Miller
- "Let's Get Lost" per Vaughn Monroe
- "Moonlight Becomes You" per Bing Crosby
- "Paper Doll" per Mills Brothers
- "People Will Say We're in Love" per Frank Sinatra
- "Pistol Packin' Mama" per Al Dexter
- "Praise the Lord and Pass the Ammunition" per Kay Kyser and His Orchestra
- "Stormy Weather" per Lena Horne
- "Sunday, Monday or Always" per Bing Crosby
- "Taking a Chance On Love" per Benny Goodman
- "That Old Black Magic" per Glenn Miller
- "There Are Such Things" per Tommy Dorsey
- "Velvet Moon" per Harry James
- "When the Lights Go On Again" per Vaughn Monroe
- "Why Don't You Do Right?" per Benny Goodman amb Peggy Lee
- "You'd Be So Nice To Come Home To" per Dinah Shore
- "You'll Never Know" per Dick Haymes
- "Zing! Went the Strings of My Heart" per Judy Garland

### 1944
- "Amor" enregistrat per
  - Andy Russell
  - Bing Crosby
- "And Her Tears Flowed Like Wine" per Stan Kenton amb Anita O'Day
- "Artistry In Rhythm" per Stan Kenton
- "Besame Mucho" tocat per
  - Jimmy Dorsey
  - Andy Russell
- "Cherry" per Harry James
- "D-Day" per Nat King Cole
- "Do Nothin' Till You Hear From Me" per Duke Ellington
- "Don't Fence Me In" per Bing Crosby & the Andrews Sisters
- "Don't Sweetheart Me" per Lawrence Welk
- "First Class Private Mary Brown" per Perry Como
- "G.I. Jive" per Louis Jordan
- "Goodnight Irene" per Lead Belly
- "A Hot Time In the Town of Berlin" per Bing Crosby & the Andrews Sisters
- "I Love You" tocat per
  - Bing Crosby
  - Perry Como
- "I'll Be Seeing You" per Bing Crosby
- "I'll Get By" per Harry James
- "Long Ago" tocat per
  - Dick Haymes i Helen Forrest
  - Bing Crosby
  - Jo Stafford
  - Perry Como
- "Is You Is or Is You Ain't" tocat per 
  - The Andrews Sisters
  - Louis Jordan
- "It Could Happen To You" per Jo Stafford
- "It Had To Be You" per Dick Haymes i Helen Forrest
- "It's Love-Love-Love" per Guy Lombardo
- "Mairzy Doats" per Merry Macs
- "My Heart Tells Me (Should I Believe My Heart?)" per Glen Gray i the Casa Loma Orchestra
- "San Fernando Valley" per Bing Crosby
- "Saturday Night (Is the Loneliest Night of the Week)" per Frank Sinatra
- "Shoo-Shoo Baby" per The Andrews Sisters
- "Speak Low" per Guy Lombardo
- "Straighten Up and Fly Right" per Nat King Cole
- "Swinging on a Star" per Bing Crosby
- "(There'll Be A) Hot Time in the Town of Berlin" per The Andrews Sisters
- "The Trolley Song" per Judy Garland
- "Time Waits For No One" per Helen Forrest
- "You Always Hurt the One You Love" per The Mills Brothers

### 1945
- "11:60 PM" per Harry James
- "A Little on the Lonely Side" per Frankie Carle
- "Ac-Cent-Tchu-Ate the Positive" per Johnny Mercer
- "Apple Honey" per Woody Herman
- "Bell Bottom Trousers"
  - by Jerry Colonna
  - by The Jesters
  - by Kay Kyser and his orchestra
  - by Guy Lombardo and his Royal Canadians
  - by Tony Pastor and his orchestra
  - by Louis Prima and his orchestra
- "Bijou" per Woody Herman
- "Caldonia" per
  - Louis Jordan
  - Woody Herman
- "Candy" per Johnny Mercer, Jo Stafford, amb The Pied Pipers
- "Chickery Chick" per Sammy Kaye

- "(Did You Ever Get) That Feeling in the Moonlight" per Perry Como
- "Dig You Later" per Perry Como
- "Doctor Lawyer Indian Chief" per Betty Hutton
- "Dream" per Frank Sinatra
- "Gotta Be This or That" per Benny Goodman
- "I Can't Begin to Tell You" per Bing Crosby
- "I Don't Care Who Knows It" per Harry James
- "If I Loved You" per Harry James, també Frank Sinatra
- "I'll Buy That Dream" per Harry James
- "I'm Beginning to See the Light" per Harry James
- "I Should Care" per Frank Sinatra
- "It May As Well Be Spring" per Dick Haymes
- "It's Been a Long, Long Time" per Harry James, also Bing Crosby
- "Laura" per Woody Herman
- "Northwest Passage" per Woody Herman
- "Oh! What It Seemed to Be" per Frank Sinatra
- "Rum and Coca-Cola" per Vaughn Monroe
- "Salt Peanuts" per Dizzy Gillespie
- "T'ain't Me" per Les Brown & His Orchestra featuring Doris Day
- 'Tampico per Stan Kenton
- "Temptation" per Perry Como
- "There Goes That Song Again" per Russ Morgan
- 'There! I've Said It Again per Vaughn Monroe
- "Waitin' for the Train to Come In" per Harry James
  - Peggy Lee
- 'You Belong to My Heart per Bing Crosby
- 'You Two-Timed Me One Time Too Often tocat per Tex Ritter
- "Your Father's Moustache" per Woody Herman

### 1946

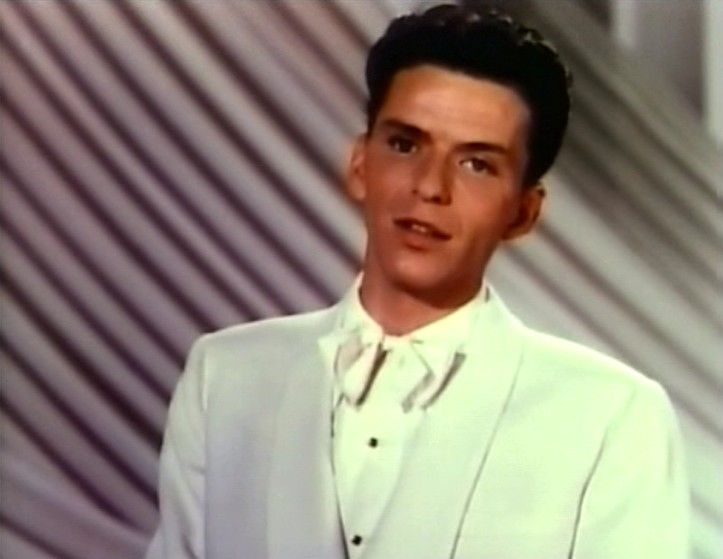
Frank Sinatra el 1946

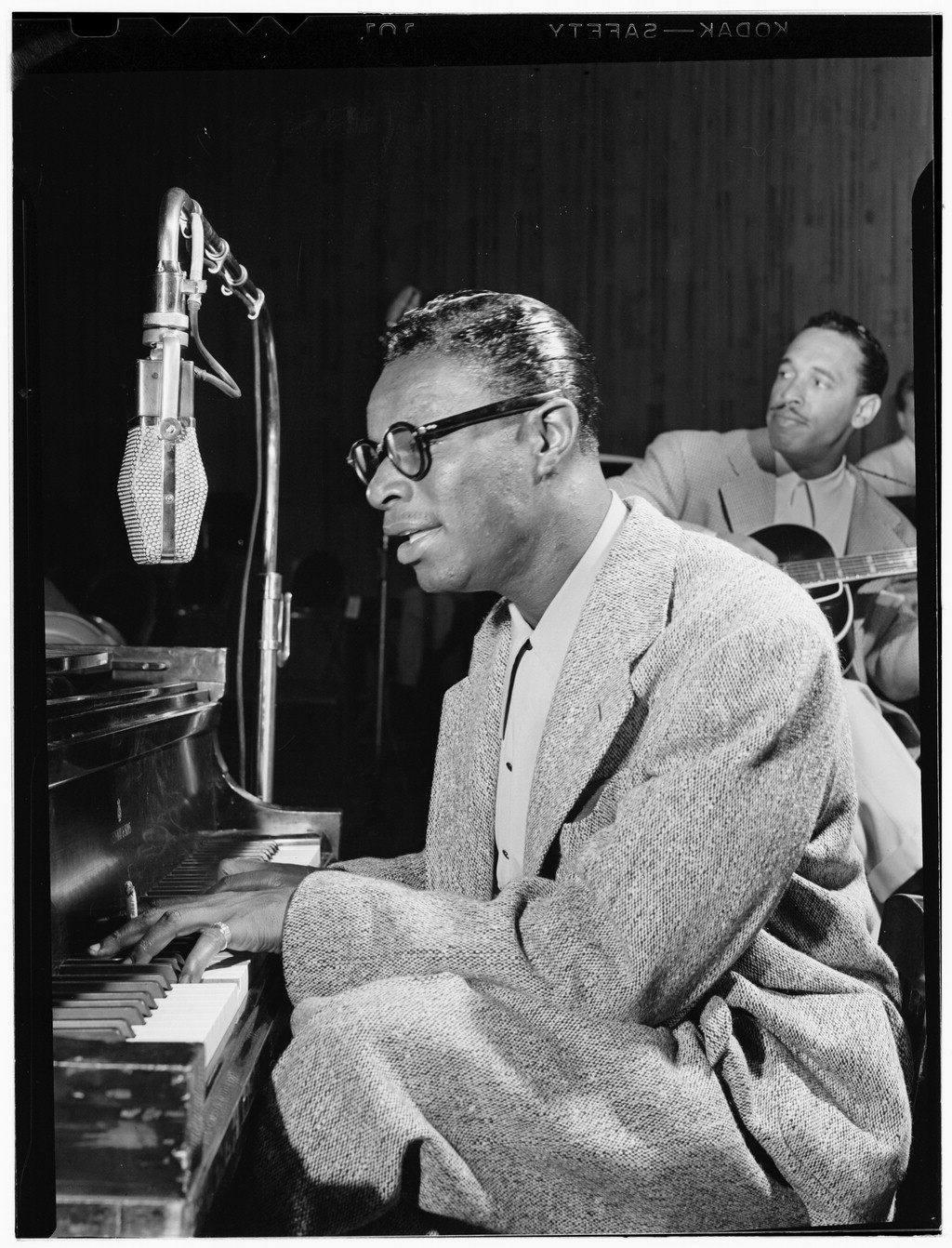
Nat King Cole in 1946

- "A Fine Romance" per Martha Tilton i Johnny Mercer
- "Aren't You Glad You're You?" per Les Brown & His Orchestra featuring Doris Day
- "Candy" by Johnny Mercer, Jo Stafford & the Pied Pipers
- "Choo Choo Ch' Boogie" per Louis Jordan & his Tympany Five
- "The Christmas Song" per the King Cole Trio
- "The Coffee Song" per Frank Sinatra
- "Coming Home" per Dorothy Squires
- "Day By Day" per Frank Sinatra
- "Doin' What Comes Natur'lly" per Dinah Shore amb Spade Cooley & his Orchestra
- "Five Minutes More", enregistrat per
  - Frank Sinatra
  - Tex Beneke-Glenn Miller Orchestra amb la veu de Tex Beneke
- "Fools Rush In" per Jo Stafford
- "(I Love You) For Sentimental Reasons" per the King Cole Trio
- "The Gypsy", enregistrat per
  - The Ink Spots
  - Dinah Shore
- "Hawaiian War Chant" per Spike Jones & his City Slickers
- "Hey! Ba-Ba-Re-Bop", enregistrat per
  - Lionel Hampton & his Orchestra
  - Tex Beneke-Glenn Miller Orchestra amb la veu de Tex Beneke
- "Huggin' And Chalkin' " per Hoagy Carmichael
- "I Don't Know Enough About You" per Peggy Lee
- "I Dream Of You" per Archie Lewis i The Geraldo Strings
- "I Get A Kick Out Of You" per Margaret Whiting
- "I Got The Sun In The Morning per Les Brown & His Orchestra featuring Doris Day
- "I'll Be With You In Apple Blossom Time" per Jo Stafford
- "I'm a Big Girl Now" per Sammy Kaye & his Orchestra amb la veu de Betty Barclay
- "I'm Always Chasing Rainbows" per Perry Como
- "Laughing On The Outside", enregistrat per
  - Dinah Shore
  - Andy Russell
  - Sammy Kaye & his Orchestra with vocal per Billy Williams
- "Let It Snow, Let It Snow, Let It Snow", enregistrat per
  - Vaughn Monroe & his Orchestra amb la veu de Vaughn Monroe (first charted December 1945)
  - Woody Herman i la seva Orchestra amb la veu de Woody Herman
- "Oh What It Seemed To Be", enregistrat per
  - Frankie Carle & his Orchestra amb la veu de Marjorie Hughes
  - Frank Sinatra
  - Charlie Spivak & his Orchestra amb la veu de Jimmy Saunders
  - Dick Haymes & Helen Forrest
- "The Old Lamplighter", enregistrat per
  - Kay Kyser & his Orchestra amb la veu de Mike Douglas
  - Hal Derwin & his Orchestra
  - Sammy Kaye & his Orchestra amb la veu de Williams
- "Ole Buttermilk Sky", enregistrat per
  - Hoagy Carmichael
  - Helen Carroll and the Satisfiers
  - Paul Weston & his Orchestra amb la veu de Matt Dennis
  - Kay Kyser & his Orchestra amb la veu Michael Douglas & the Campus Kids
- "One-Zy Two-Zy", enregistrat per
  - Freddy Martin & his Orchestra amb la veu de The Martin Men
  - Phil Harris
- "Personality" by Johnny Mercer & The Pied Pipers
- "Petit Papa Noël" by Tino Rossi
- "Pretending" by Andy Russell
- "Prisoner of Love", enregistrat per
  - The Ink Spots
  - Perry Como
- "Rumors Are Flying", enregistrat per
  - Frankie Carle & his Orchestra amb la veu Marjorie Hughes
  - Andrews Sisters with Les Paul
  - Betty Rhodes
  - Tony Martin
- "Shoo Fly Pie and Apple Pan Dowdy", recorded by
  - Stan Kenton & his Orchestra with vocal by June Christy
  - Dinah Shore
- "Sioux City Sue" per Bing Crosby and The Jesters
- "South America, Take It Away", recorded by
  - Xavier Cugat & his Orchestra amb la veu de Buddy Clark
  - Bing Crosby and The Andrews Sisters
- "Stone Cold Dead In The Market" per Ella Fitzgerald & Louis Jordan
- "Surrender" by Perry Como
- "Symphony", recorded by
  - Freddy Martin & his Orchestra amb la veu de Clyde Rogers (first charted December 1945)
  - Benny Goodman & his Orchestra amb la veu de Liza Morrow
  - Bing Crosby
  - Jo Stafford
- "Take the A Train" per Duke Ellington
- "The Things We Did Last Summer", enregistrat per
  - Jo Stafford
  - Frank Sinatra
  - Oscar Peterson
  - Vaughn Monroe
- "They Say It's Wonderful", enregistrat per
  - Perry Como
  - Frank Sinatra
- "To Each His Own", enregistrat per
  - Eddy Howard
  - Tony Martin
  - The Modernaires amb Paula Kelly
  - The Ink Spots
  - Freddy Martin & his Orchestra amb la veu de Stuart Wade
- "We'll Gather Lilacs" per Geraldo and his Orchestra
- "Winter Wonderland" per Perry Como
- "You Won't Be Satisfied" per Les Brown & his Orchestra amb la veu de Doris Day
- "You're The Top" per Paul Whiteman and his Orchestra

### 1947
- "Across The Alley From The Alamo" – The Mills Brothers
- "All of Me" – Frankie Laine
- "Almost Like Being In Love" – Jo Stafford
- "Always" – Frank Sinatra
- "The Anniversary Song" enregistrat per:
  - Al Jolson
  - Tex Beneke i the Glenn Miller Orchestra
  - Guy Lombardo
  - Dinah Shore
  - Andy Russell
- "Anything You Can Do" – The Andrews Sisters, Bing Crosby & Dick Haymes
- "April Showers" – Al Jolson
- "Autumn in New York" – Jo Stafford
- "Ballerina" – Vaughn Monroe
- "But Beautiful" – Frankie Laine
- "Chi-Baba, Chi-Baba" – Perry Como
- "Civilization", enregistrat per
  - The Andrews Sisters i Danny Kaye
  - Louis Prima
  - Jack Smith
  - Ray McKinley
  - Woody Herman
- "Daddy-O (I’m Gonna Teach You Some Blues") – Dinah Shore
- "The Darktown Poker Club" – Phil Harris
- "Do It Again" – Jane Russell
- "Feudin' And Fightin'" – Dorothy Shay
- "Fool That I Am" – Georgia Gibbs
- "Frankie and Johnny" – Guy Lombardo & Kenny Gardner
- "Galway Bay" – Bing Crosby
- "Golden Earrings" – Peggy Lee
- "Haunted Heart" – Jo Stafford
- "Have Yourself A Merry Little Christmas" – Frank Sinatra
- "Heartaches" – Ted Weems
- "How Are Things In Glocca Morra?" – Dick Haymes
- "Huggin' And Chalkin'" – Hoagy Carmichael
- "I Wish I Didn't Love You So" – Vaughn Monroe
- "If I Loved You" – Jo Stafford
- "In the Still of the Night" – Jo Stafford
- "Inspiration Point" – Frankie Laine
- "It Only Happens Once" – Frankie Laine
- "Let Me Sing And I'm Happy" – Al Jolson
- "I've Got A Crush On You" – Frank Sinatra
- "Ivy" – Jo Stafford
- "Linda" – Buddy Clark & The Ray Noble Orchestra
- "Loaded Pistols, Loaded Dice" – Phil Harris
- "The Lonesome Road" – Dinah Shore
- "Mam'selle", enregistrat per
  - Frankie Laine
  - Art Lund
  - Frank Sinatra
  - Dick Haymes
  - Dennis Day
  - The Pied Pipers
- "Make Believe" – Jo Stafford
- "Managua, Nicaragua" – Freddy Martin
- "Mean To Me" – Frank Sinatra
- "Near You", enregistrat per
  - The Andrews Sisters
  - Francis Craig
- "Nevertheless" – Frankie Laine
- "Night And Day" – Frank Sinatra
- "Peg O' My Heart", enregistrat per
  - Buddy Clark
  - The Harmonicats
  - The Three Suns
- "Put 'Em In A Box" – Frankie Laine
- "Put Yourself In My Place, Baby" – Frankie Laine
- "Serenade of the Bells"
  - Jo Stafford
  - Sammy Kaye
  - Kay Kyser
- "Shine" – Frankie Laine
- "Sincerely Yours" – The Ink Spots
- "Singing The Blues" – Frankie Laine
- "Smoke! Smoke! Smoke! (That Cigarette)" – Tex Williams
- "The Spaniard That Blighted My Life – Al Jolson & Bing Crosby
- "A Sunday Kind Of Love" – Frankie Laine
- "That Ain't Right" – Frankie Laine
- "Too Fat Polka" – Arthur Godfrey
- "We'll Be Together Again" – Frankie Laine
- "When You Were Sweet Sixteen" – Perry Como
- "The Whiffenpoof Song" – Bing Crosby
- "You Do", enregistrat per
  - Bing Crosby
  - Vic Damone
  - Vaughn Monroe
  - Dinah Shore
  - Margaret Whiting

### 1948
- "Buttons and Bows" – Dinah Shore
- "Confess" enregistrat per
  - Doris Day & Buddy Clark
  - Patti Page (the first multi-tracked song)
- "Cool Water" – Vaughn Monroe & The Sons of the Pioneers
- "Deck Of Cards" – Phil Harris
- "Don't Have To Tell Nobody" – Frankie Laine
- "Gloria" – The Mills Brothers
- "Hair of Gold, Eyes of Blue" enregistrat per:
  - Gordon MacRae
  - The Harmonicats
  - Jack Emerson
- "I Love You So Much (It Hurts Me)" – The Mills Brothers
- "I'm Looking Over a Four Leaf Clover" enregistrat per:
  - Frankie Laine
  - Art Mooney
- "I'm My Own Grandpa" – Guy Lombardo & The Guy Lombardo Trio
- "Is It True What They Say About Dixie?" – Al Jolson & The Mills Brothers
- "It's Magic" – Doris Day
- "Little White Lies" – Dick Haymes & The Four Hits And A Miss
- "Love Somebody" – Doris Day & Buddy Clark
- "Mañana (Is Soon Enough for Me)" – Peggy Lee
- "Monday Again" – Frankie Laine
- "Move On Up A Little Higher" – Mahalia Jackson
- "My Happiness" enregistrat per:
  - The Pied Pipers
  - Jon and Sondra Steele
- "Nature Boy" enregistrat per:
  - Nat King Cole
  - Sarah Vaughan
- "(I'd Like to Get You on a) Slow Boat to China" – Kay Kyser, Harry Babbitt & Gloria Wood
- "Red River Valley" – Jo Stafford
- "Red Roses For A Blue Lady" – Vaughn Monroe
- "Rosetta" – Frankie Laine
- "So Tired" – Russ Morgan
- "Someday You'll Want Me To Want You" – Vaughn Monroe
- "The Things We Did Last Summer" – Georgia Gibbs
- "A Tree In the Meadow" – Margaret Whiting
- "Twelfth Street Rag" – Pee Wee Hunt
- "Underneath the Arches" – Andrews Sisters
- "What Could Be Sweeter" – Frankie Laine
- "Wrap Your Troubles In Dreams" – Georgia Gibbs
- "Woody Woodpecker" – Kay Kyser, Harry Babbitt & Gloria Wood
- "You Call Everybody Darlin'" – Al Trace
- "You Can't Be True, Dear" – Ken Griffin

### 1949
- "'A' You're Adorable" – Perry Como
- "Again", enregistrat per
  - Gordon Jenkins (Joe Graydon, vocal)
  - Vic Damone
  - Doris Day
  - Tommy Dorsey
  - Vera Lynn
  - Art Mooney
  - Mel Tormé
- "At The End Of The Road" – Frankie Laine
- "Baby, I Need You" – Frankie Laine
- "Baby, It's Cold Outside" – Dinah Shore & Buddy Clark
- "Baby, Just For Me" – Frankie Laine
- "Bali Ha'i" – Perry Como
- "Bamboo" – Vaughn Monroe
- "Bebop Spoken Here" – Frankie Laine
- "Blow the Wind Southerly" – Kathleen Ferrier
- "Carry Me Back To Old Virginny" – Frankie Laine
- "Coquette" – Guy Lombardo & Jimmy Brown
- "Cruising Down the River", enregistrat per
  - Blue Barron
  - Russ Morgan
- "Dear Hearts and Gentle People", enregistrat per
  - Bing Crosby
  - Ralph Flanagan
- "Deep in the Heart of Texas" – Bing Crosby, Woody Herman & His Woodchoppers
- "Don't Cry Little Children" – Frankie Laine
- "A Dreamer's Holiday", enregistrat per
  - Perry Como
  - Buddy Clark
- "Far Away Places", enregistrat per
  - Bing Crosby
  - Margaret Whiting
- "Forever and Ever" – Russ Morgan
- "Georgia on My Mind" – Frankie Laine
- "(Ghost) Riders in the Sky: A Cowboy Legend" – Vaughn Monroe
- "God Bless The Child" – Frankie Laine
- "Jealous Heart" – Al Morgan
- "Lavender Blue (Dilly Dilly)" – Dinah Shore
- "A Little Bird Told Me" – Evelyn Knight
- "My Hero" – Ralph Flanagan
- "Mule Train", enregistrat per
  - Bing Crosby
  - Tennessee Ernie Ford
  - Frankie Laine
  - Vaughn Monroe
- "No Orchids For My Lady" – The Ink Spots
- "'O Sole Mio" – Mario Lanza
- "On The Alamo" – Jo Stafford
- "Powder Your Face with Sunshine" – Evelyn Knight
- "Rockin' Chair" – Frankie Laine
- "Satan Wears A Satin Gown" – Frankie Laine
- "Slap 'Er Down Agin, Paw" – Arthur Godfrey
- "Slippin' Around" – Margaret Whiting & Jimmy Wakely
- "Someday (You'll Want Me to Want You)" – The Mills Brothers
- "Some Enchanted Evening" – Perry Como
- "Swamp Girl" – Frankie Laine
- The Huckle-Buck", enregistrat per
  - Frank Sinatra
  - Paul Williams and His Hucklebuckers
  - Tommy Dorsey
- "That Lucky Old Sun" – Frankie Laine
- "They Didn't Believe Me" – Mario Lanza
- "You're Breaking My Heart", renregistrat per
  - Buddy Clark
  - Vic Damone
  - The Ink Spots
  - Jan Garber

## Èxits al cinema de 1940

### 1940
- The Boys From Syracuse, based on the 1938 Broadway play, protagonitzat per Allan Jones, Irene Hervey, Martha Raye and Rosemary Lane
- Broadway Melody of 1940, protagonitzat per Fred Astaire i Eleanor Powell
- Canto de amor, musical argentí dirigit per Julio Irigoyen
- El Cantor de Buenos Aires, musical argentí
- Gül Baba, musical hongarès protagonitzat per Sándor Kömíves i Zita Szeleczky
- If I Had My Way, protagonitzat per Bing Crosby and Gloria Jean
- Irene, protagonitzat per Anna Neagle, Ray Milland i Billie Burke
- It All Came True protagonitzat per Ann Sheridan i Humphrey Bogart
- La canción del milagro, musical de drama mexicà protagonitzat per José Mojica
- Lillian Russell (film), protagonitzat per Alice Faye, Don Ameche, Henry Fonda i Eddie Foy Jr.
- Little Nellie Kelly, protagonitzat per Judy Garland, George Murphy i Charles Winninger. dirigit per Norman Taurog.
- New Moon, protagonitzat per Jeanette MacDonald i Nelson Eddy. Dirigit per Robert Z. Leonard.
- A Night at Earl Carroll's, fet el 6 de desembre
- No, No, Nanette, protagonitzat per Anna Neagle, Richard Carlson, Victor Mature, Roland Young, Helen Broderick, Zasu Pitts i Eve Arden
- One Night in the Tropics, protagonitzat per Allan Jones, Nancy Kelly, Bud Abbott i Lou Costello. Dirigit per A. Edward Sutherland.
- Pinocchio pel·lícula animada de Distney
- Sailors Three, musical britànic de comèdia dirigit per Tommy Trinder.
- Spring Parade, protagonitzat per Deanna Durbin remake
- Too Many Girls, basat en el musical de 1939, protagonitzat per Lucille Ball, Richard Carlson, Frances Langford, Ann Miller, Eddie Bracken i Desi Arnaz.
- Two Girls on Broadway, remake de 1929 Broadway Melody, protagonitzat per Lana Turner, Joan Blondell i George Murphy.
- Young People, protagonitzat per Shirley Temple. Dirigit per l'Allan Dwan.

### 1942
- Academia El Tango Argentino, protagonitzat per Warly Ceriani.
- Almost Married, protagonitzat per Jane Frazee, Robert Paige, Eugene Pallette i Elizabeth Patterson. Dirigit per Charles Lamont.
- Bala Nagamma, protagonitzat per Kanchanamala.
- The Balloon Goes Up, protagonitzat per Ethel Revnell, Gracie West, Donald Peers i Ronald Shiner. Dirigit per Redd Davis.
- Bambi
- Behind the Eight Ball, protagonitzat per The Ritz Brothers, Carol Bruce, Dick Foran, Grace McDonald, Johnny Downs i William Demarest. Dirigit per Edward F. Cline.
- Bhakta Potana, protagonitzat per Chittor V. Nagaiah.
- Born To Sing, protagonitzat per Virginia Weidler, Ray McDonald, Leo Gorcey i Rags Ragland. Dirigit per Edward Ludwig.
- Broadway, protagonitzat per George Raft, Pat O'Brien, Janet Blair, Broderick Crawford and Marjorie Rambeau. Dirigit per William A. Seiter.
- Cairo, protagonitzat per Jeanette MacDonald, Robert Young i Ethel Waters.
- The Fleet's In, protagonitzat per Dorothy Lamour, William Holden, Eddie Bracken and Betty Hutton, i en participació de Jimmy Dorsey & la seva orquestra amb la veu de Bob Eberly i Helen O'Connell.
- Footlight Serenade, protagonitzat per Betty Grable i John Payne.
- For Me and My Gal, protagonitzat per Judy Garland i Gene Kelly.
- Get Hep to Love, protagonitzat per Gloria Jean, Donald O'Connor, Jane Frazee, Robert Paige, Peggy Ryan i Cora Sue Collins
- Give Out, Sisters, protagonitzat per Laverne Andrews, Patty Andrews, Maxene Andrews, Dan Dailey i Donald O'Connor
- I Married An Angel, protagonitzat per Jeanette MacDonald, Nelson Eddy i Edward Everett Horton.
- Joan of Ozark, protagonitzat per Judy Canova, Joe E. Brown i Eddie Foy Jr.
- King Arthur Was a Gentleman, starring Arthur Askey, Evelyn Dall i Anne Shelton
- Melodías de América, dirigit per Eduardo Morera
- Moonlight in Havana, protagonitzat per Allan Jones i Jane Frazee
- My Favorite Spy, protagonitzat per Kay Kyser & la seva banda, Ellen Drew i Jane Wyman. Dirigit per Tay Garnett.
- Orchestra Wives, protagonitzat per Ann Rutherford, George Montgomery, i Glenn Miller.
- Panama Hattie, protagonitzat per Red Skelton, Ann Sothern, Virginia O'Brien i Dan Dailey, i amb la participció de Lena Horne.
- Priorities on Parade, protagonitzat per Ann Miller, Johnnie Johnston, Jerry Colonna i amb la particpiqció de Betty Jane Rhodes
- Rhythm Parade, protagonitzat per Nils T. Grunland, Gale Storm, Robert Lowery, The Mills Brothers i Ted Fio Rito i la seva orquestra. Dirigit per Dave Gould i Howard Bretherton.
- Ride 'Em Cowboy, protagonitzat perBud Abbott, Lou Costello i Dick Foran i la participació de Ella Fitzgerald i The Merry Macs.
- Rio Rita, protagonitzat perBud Abbott, Lou Costello, Kathryn Grayson i John Carroll
- Road To Morocco, protagonitzat perBing Crosby, Bob Hope i Dorothy Lamour.
- Rose of Tralee, protagonitzat perJohn Longden, Lesley Brook i Angela Glynne.[2]
- Seven Days' Leave, protagonitzat perVictor Mature, Lucille Ball i Buddy Clark i la participació de Ginny Simms, Les Brown & la seva orquestra i Freddy Martin & la seva orquestra
- Ship Ahoy, protagonitzat perEleanor Powell i Red Skelton.
- Sleepytime Gal, released March 5, protagonitzat perJudy Canova i Ruth Terry i la participació de Skinnay Ennis & la seva orquestra.
- Springtime in the Rockies, released November 6, protagonitzat perCarmen Miranda, Betty Grable i John Payne i la participació de Harry James i his Music i Six Hits and a Miss.
- Star Spangled Rhythm, protagonitzat perBetty Hutton i Eddie Bracken, i la participació de Bing Crosby, Bob Hope, Dorothy Lamour, Paulette Goddard, Veronica Lake, Mary Martin, Dick Powell i Vera Zorina.
- Strictly in the Groove, protagonitzat perMary Healy, Richard Davies i Leon Errol i la participació de Martha Tilton, The Dinning Sisters i Ozzie Nelson & his Banda
- Sweater Girl, released July 13, protagonitzat perEddie Bracken i June Preisser i la participació de Betty Jane Rhodes.
- We'll Smile Again, protagonitzat perBud Flanagan, Chesney Allen and Meinhart Maur.[3]
- Yankee Doodle Diy, protagonitzat perJames Cagney, Joan Leslie, Irene Manning i Frances Langford.
- You Were Never Lovelier, protagonitzat perFred Astaire i Rita Hayworth.

### 1943
- Beautiful Michoacán (Spanish:¡Qué lindo es Michoacán!), protagonitzat perTito Guízar, Gloria Marín i Víctor Manuel Mendoza.
- Best Foot Forward, protagonitzat perLucille Ball i Nancy Walker i la participació de Harry James & his Music Makers
- Cabin In The Sky, protagonitzat perEthel Waters, Eddie Anderson, Lena Horne i Louis Armstrong
- Coney Island, protagonitzat perBetty Grable, George Montgomery, Cesar Romero i Phil Silvers
- Crazy House, protagonitzat perOle Olsen, Chic Johnson i Cass Daley
- DuBarry Was a Lady, released August 13 protagonitzat perRed Skelton, Lucille Ball, Gene Kelly, Virginia O'Brien, Tommy Dorsey & la seva orquestra i the Pied Pipers.
- The Gang's All Here, protagonitzat perAlice Faye, Carmen Miranda i Edward Everett Horton i la participació de Benny Goodman & la seva orquestra
- Girl Crazy, protagonitzat perMickey Rooney, Judy Garland i June Allyson
- Happy Go Lucky, protagonitzat perMary Martin, Dick Powell, Betty Hutton i Rudy Vallee
- Hers to Hold, released July 16, protagonitzat perDeanna Durbin i Joseph Cotten.
- Higher and Higher, la participació de Frank Sinatra i Victor Borge
- Hit Parade of 1943, protagonitzat perJohn Carroll, Susan Hayward, Gail Patrick i Eve Arden i la participació de Dorothy Dandridge, Count Basie & la seva orquestra, Freddy Martin & la seva orquestra i Ray McKinley & la seva orquestra
- I Dood It, protagonitzat perEleanor Powell i Red Skelton i la participació de Helen O'Connell & Bob Eberly with Jimmy Dorsey i la seva orquestra, i Hazel Scott.
- Let's Face It, protagonitzat perBob Hope, Betty Hutton, Zasu Pitts i Eve Arden
- Mister Big, protagonitzat perDonald O'Connor, Gloria Jean, Peggy Ryan i Robert Paige i la participació de Ray Eberle
- Reveille with Beverly, protagonitzat perAnn Miller i la participació de Frank Sinatra, Ella Mae Morse, The Mills Brothers, Freddie Slack & la seva orquestra, Bob Crosby & la seva orquestra i Duke Ellington & la seva orquestra
- Riding High, protagonitzat perDorothy Lamour i Dick Powell
- Something to Shout About, released February 25, protagonitzat perDon Ameche, Janet Blair, Jack Oakie i Cyd Charisse, i la participació de Hazel Scott.
- Stormy Weather, released July 21, protagonitzat perLena Horne, Cab Calloway i "Bojangles" Bill Robinson.
- Swing Fever, protagonitzat perKay Kyser & la seva orquestra, Marilyn Maxwell i Lena Horne; dirigit per Tim Whelan.
- Thousands Cheer, protagonitzat perKathryn Grayson, Gene Kelly, Mary Astor i John Boles i la participació de Mickey Rooney, Judy Garland i Eleanor Powell.
- We'll Meet Again, released January 18, protagonitzat perVera Lynn, Geraldo i Patricia Roc.

### 1944
- Allergic to Love protagonitzat perNoah Beery Jr., Martha O'Driscoll, David Bruce, Franklin Pangborn and Maxie Rosenbloom. Dirigit per Edward Lilley.
- And the Angels Sing protagonitzat perDorothy Lamour, Fred MacMurray i Betty Hutton. Dirigit per Claude Binyon.
- Babes on Swing Street protagonitzat perAnn Blyth, Peggy Ryan i Iy Devine i la participació de Marion Hutton i Freddie Slack & la seva orquestra. Dirigit per Edward Lilley.
- Bees in Paradise released March 20 protagonitzat perArthur Askey, Anne Shelton, Ronald Shiner i Jean Kent
- Belle of the Yukon protagonitzat perRandolph Scott, Gypsy Rose Lee, Dinah Shore i Bob Burns.
- Can't Help Singing protagonitzat perDeanna Durbin, Robert Paige i Akim Tamiroff
- Carolina Blues protagonitzat perAnn Miller i Kay Kyser & his banda
- Champagne Charlie protagonitzat perTommy Trinder
- Cover Girl protagonitzat perRita Hayworth, Gene Kelly, Phil Silvers, Lee Bowman, Jinx Falkenburg, Otto Kruger i Eve Arden. Dirigit per Charles Vidor.
- Gharam Wa Intiqam, protagonitzat perAsmahan[4]
- Here Come the Waves protagonitzat perBing Crosby, Betty Hutton i Sonny Tufts.
- Hey, Rookie protagonitzat perAnn Miller i Larry Parks
- Hollywood Canteen protagonitzat perJack Benny, Eddie Cantor, Joan Crawford, Bette Davis, Roy Rogers, Barbara Stanwyck i Jane Wyman i la participació de The Andrews Sisters, Jimmy Dorsey & la seva orquestra i Carmen Cavallaro & la seva orquestra. Dirigit per Delmer Daves.
- Jam Session protagonitzat perAnn Miller i la participació de Louis Armstrong & la seva orquestra, Alvino Rey & la seva orquestra i Charlie Barnet & la seva orquestra
- Knickerbocker Holiday protagonitzat perNelson Eddy i Charles Coburn
- Lady In The Dark protagonitzat perGinger Rogers i Ray Milland
- Lost in a Harem protagonitzat perBud Abbott, Lou Costello, Marilyn Maxwell i John Conte, i la participació de Jimmy Dorsey & la seva orquestra. Dirigit per Charles Reisner.
- Meet Me in St. Louis protagonitzat perJudy Garland, Mary Astor, Tom Drake, Lucille Bremer i Margaret O'Brien. Dirigit per Vincente Minnelli.
- Meet Miss Bobby Sox protagonitzat perBob Crosby, Lynn Merrick i Louise Erickson i la participació de Louis Jordan & His Tympany Five. Dirigit per Glenn Tryon.
- The Merry Monahans protagonitzat perDonald O'Connor, Peggy Ryan, Jack Oakie, Rosemary DeCamp, Ann Blyth i Isabel Jewell
- Minstrel Man protagonitzat perBenny Fields i Gladys George
- One Exciting Night protagonitzat perVera Lynn
- Pardon My Rhythm protagonitzat perGloria Jean, Patric Knowles i Mel Torme i la participació de Bob Crosby & la seva orquestra. Dirigit per Felix E. Feist.
- Rainbow Island protagonitzat perDorothy Lamour i Eddie Bracken
- Shine on Harvest Moon protagonitzat perAnn Sheridan, Dennis Morgan i Jack Carson.
- Something for the Boys released November 1 protagonitzat perCarmen Miranda, Phil Silvers, Vivian Blaine i Perry Como.
- Step Lively protagonitzat perFrank Sinatra, Gloria DeHaven, George Murphy i Anne Jeffreys.
- Sweet and Low-Down protagonitzat perBenny Goodman & la seva orquestra, Linda Darnell, Jack Oakie i Lynn Bari
- Swing in the Saddle protagonitzat perJane Frazee, The Hoosier Hot Shots, Cousin Emmy i la participació de The King Cole Trio i Jimmy Wakely & his Oklahoma Cowboys
- Take It Big protagonitzat perJack Haley, Harriet Hilliard, Mary Beth Hughes i Richard Lane i la participació de Ozzie Nelson & la seva orquestra. Dirigit per Frank McDonald.
- Time Flies protagonitzat perTommy Handley i Evelyn Dall
- Two Girls and a Sailor protagonitzat perJune Allyson, Gloria DeHaven i Van Johnson
- You Can't Ration Love protagonitzat perBetty Jane Rhodes i Johnny Johnston. Dirigit per Lester Fuller.